# ایوان پیکولی
ایوان پیکولی (انگلیسی: Ivan Piccoli؛ زادهٔ ۳ آوریل ۱۹۸۱) بازیکن فوتبال اهل ایتالیا است.
از باشگاه‌هایی که در آن بازی کرده‌است می‌توان به باشگاه فوتبال آنکونا و باشگاه فوتبال چزنا اشاره کرد.